# Santa María la Blanca (Toledo)
Santa María la Blanca es un templo ubicado en la ciudad española de Toledo. Construida en el 1180 como sinagoga y, habiendo funcionado como tal durante 211 años, fue expropiada y transformada en iglesia como consecuencia del pogromo de 1391. En la actualidad el edificio pertenece a la Iglesia católica, pero no se realiza culto en él. Se encuentra abierto al público y funciona como museo o centro en el que se desarrollan actividades tanto culturales como educativas.

## Arquitectura
Construido en 1180 (según testimonia la inscripción visible en una de sus vigas), este edificio mudéjar posee cinco naves separadas por pilares sobre los que descansan arcos de herradura. Si bien existe cierto contraste entre la sobriedad del exterior de la sinagoga y su elaborado interior, el edificio presenta no poca austeridad. Conforme a la tradición oriental, el mismo 'vive' hacia el interior. Esta sinagoga tuvo considerable influencia sobre otras sinagogas españolas; tal es el caso, por ejemplo, de la sinagoga de Segovia.

## Estilo
Se trata de una construcción mudéjar, creada por canteros musulmanes. Sus elementos de arquitectura incluyen paredes blancas y lisas, hechas de ladrillo, arcos de herradura y pilares octogonales, decoración geométrica en los frisos y vegetal en los capiteles de los pilares. Todas estas características y la distribución de los espacios, con sus naves formadas por la sucesión de arcos de herradura soportados por pilares, tienden a recordar la tipología propia de una mezquita. La articulación interior y estilo morisco de Santa María la Blanca han servido de modelo para importantes sinagogas europeas y americanas del siglo XIX.
Los 32 pilares de este templo son de ladrillo recubierto por cemento y cal. Ornados de piñas y volutas, sus capiteles denotan influencia del arte románico. Por encima de los arcos de herradura prevalece la ornamentación abstracta en frisos horizontales que incluye molduras con delicados motivos basados en la interacción de líneas y medallones. Los entrelazados geométricos formados por las líneas son de origen almohade.

## Historia

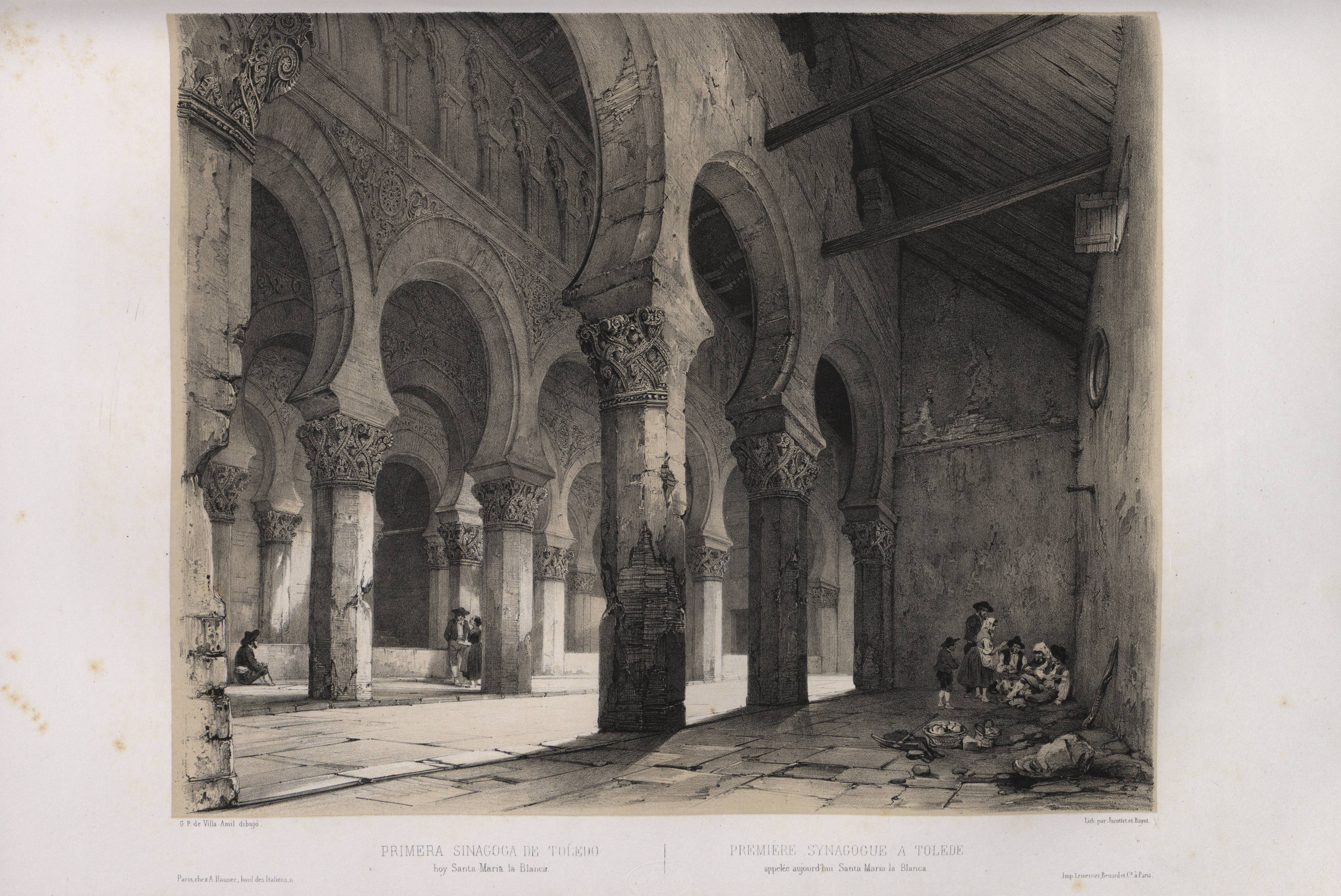
Santa María la Blanca en el primer volumen de España artística y monumental (1842). Litografía a partir de dibujo de Genaro Pérez de Villaamil.

En 1260, la comunidad judía de Toledo obtuvo un permiso extraordinario del rey Alfonso X para reconstruir "la mayor y más hermosa sinagoga de España", siendo esto opuesto a una bula del papa Inocencio IV. El edificio fue erigido en territorio cristiano (Reino de Castilla) por constructores musulmanes y tuvo como comitente y financista a la comunidad judía de Toledo, representada por Yosef ben Shoshan.
Una vez acabado, el edificio fue denominado "Sinagoga Mayor" pues era el principal centro de culto hebreo en Toledo. Ya desde sus inicios, ese templo formaba parte de las diez sinagogas toledanas consideradas por Yehuda ben Shlomo al-Jarizi en sus escritos del siglo XII:

Vine a la extensa ciudad de Toledo, capital del reino, que está revestida del encanto de la dominación y ornada con las ciencias, mostrando a los pueblos y príncipes su belleza. [...] ¡Cuántas sinagogas hay en ella de belleza incomparable! Allí toda el alma alaba al Señor.

Durante años los hebreos acudieron a la Sinagoga Mayor para orar y estudiar la Torá, mas esto fue interrumpido por el asalto al barrio judío en 1355 y matanzas en 1391, ocasionados por los incendiarios discursos de Ferrán Martínez, Arcediano de Écija. En el contexto de la campaña de predicación de San Vicente Ferrer el edificio fue convertido en iglesia de la Orden de Calatrava bajo la advocación de la Virgen en 1411 y, desde entonces, se lo denominó "Iglesia de Santa María la Blanca". En 1550, el cardenal Silíceo la transformó en un beaterio para mujeres públicas arrepentidas. De entonces data el retablo de la escuela de Berruguete, obra de Juan Bautista Vázquez el Viejo y Nicolás Vergara el Viejo. Las transformaciones en la cabecera del edificio son de esta época y estuvieron a cargo del arquitecto Alonso de Covarrubias. Entre 1600 y 1701 el edificio permaneció desocupado. Durante el siglo XVIII fue cuartel de las tropas de la guarnición de Toledo. Con la invasión napoleónica de principios del siglo XIX fue convertido en depósito. A mediados del mismo siglo se lo declaró monumento nacional y, tras la guerra civil española, un real decreto del gobierno lo cedió a la Iglesia católica. Con todo, no es para nada inusual referirse a dicho edificio como la "Sinagoga de Santa María la Blanca".

## Galería

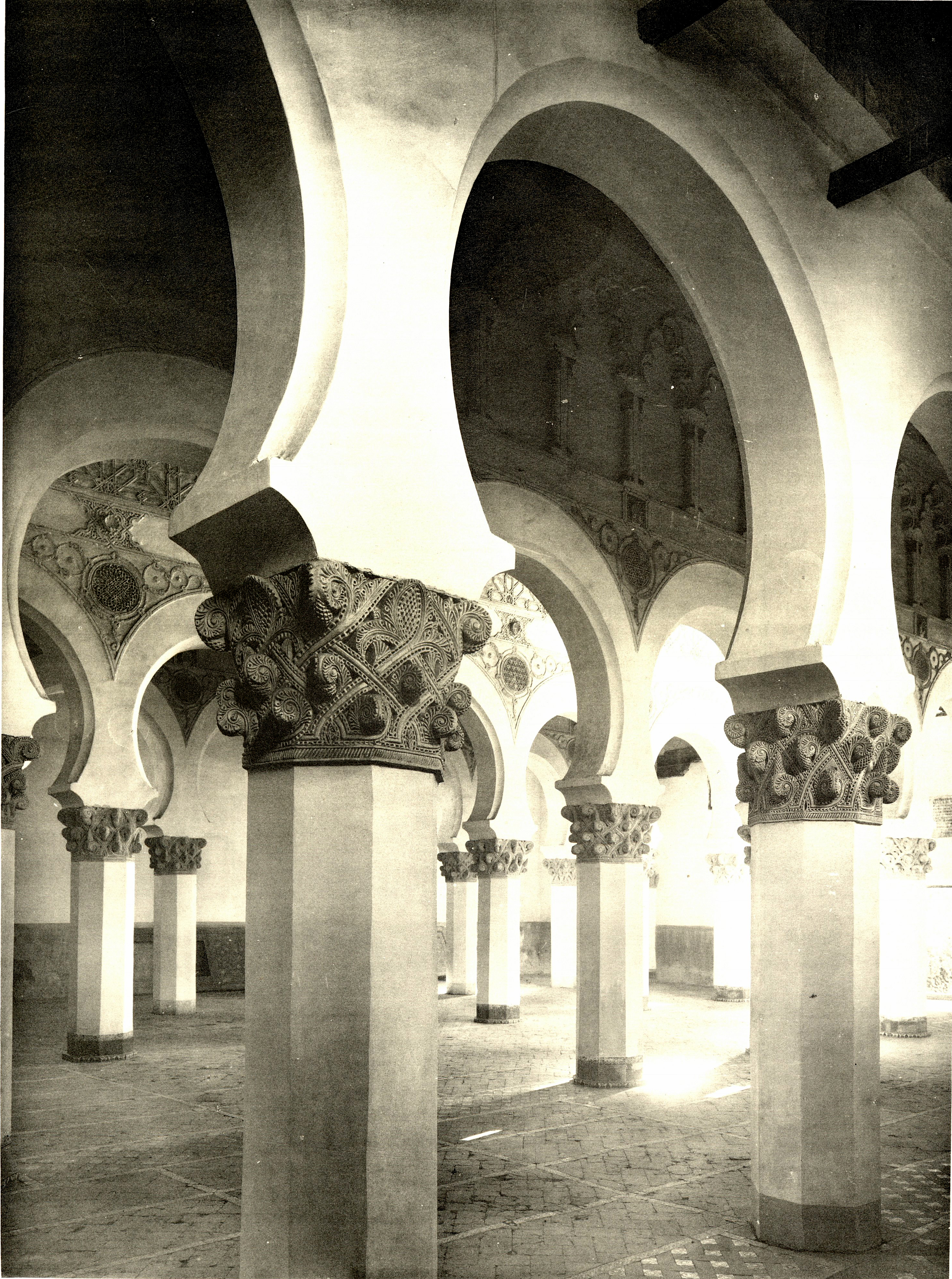
Santa María la Blanca, heliografía 1889
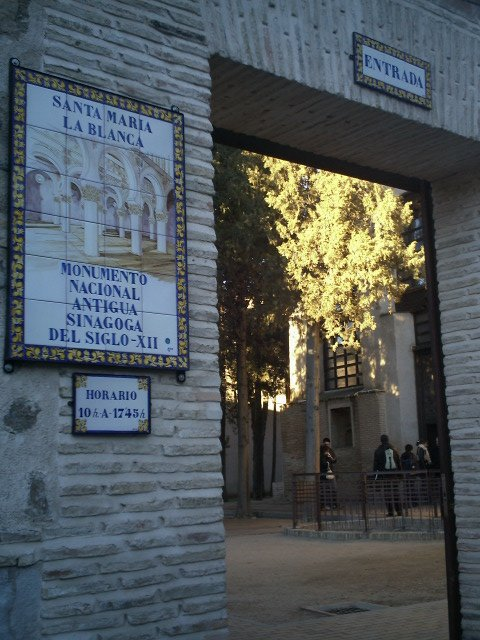
Entrada a la Sinagoga de Toledo
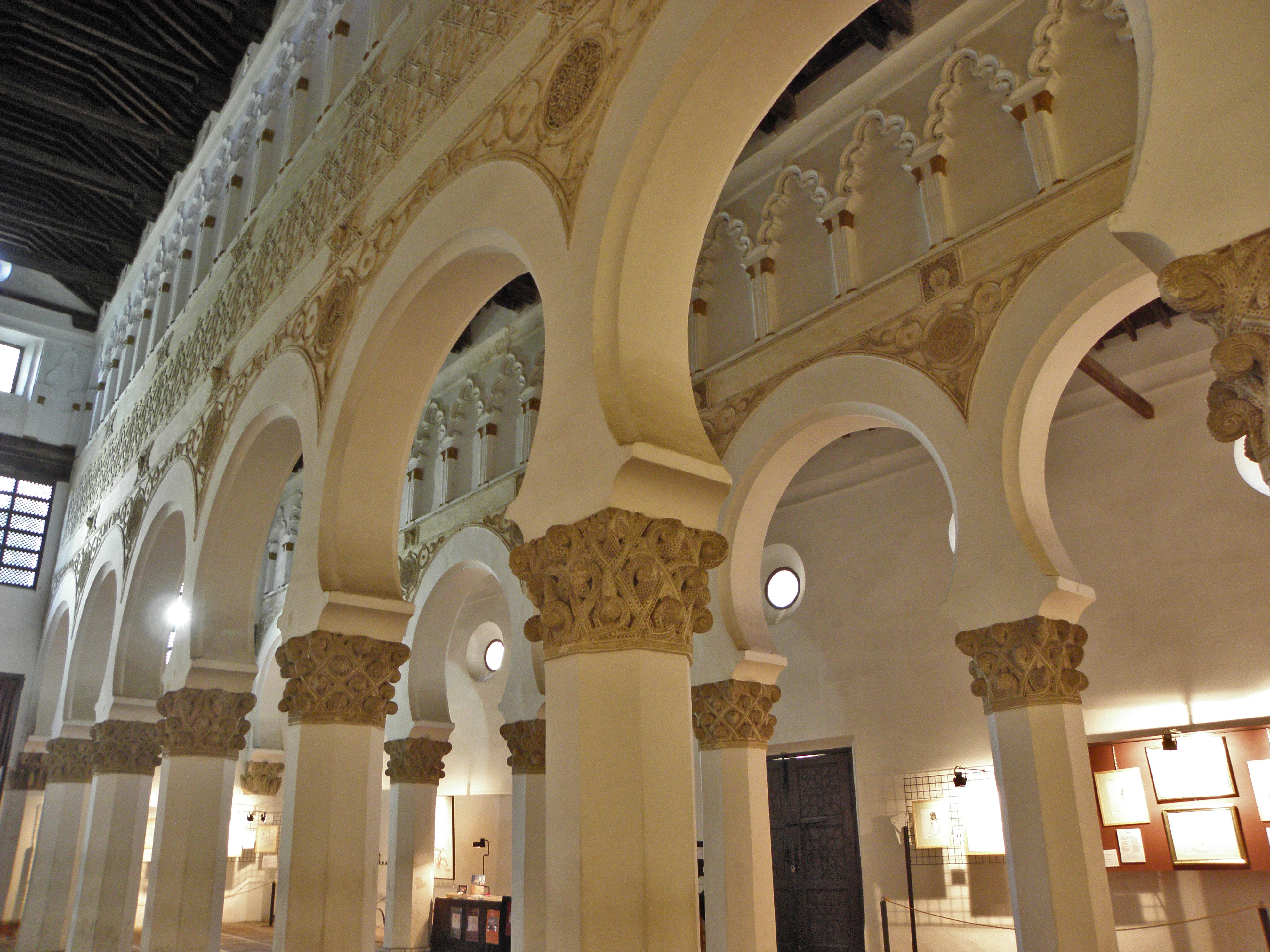
Nave (1)
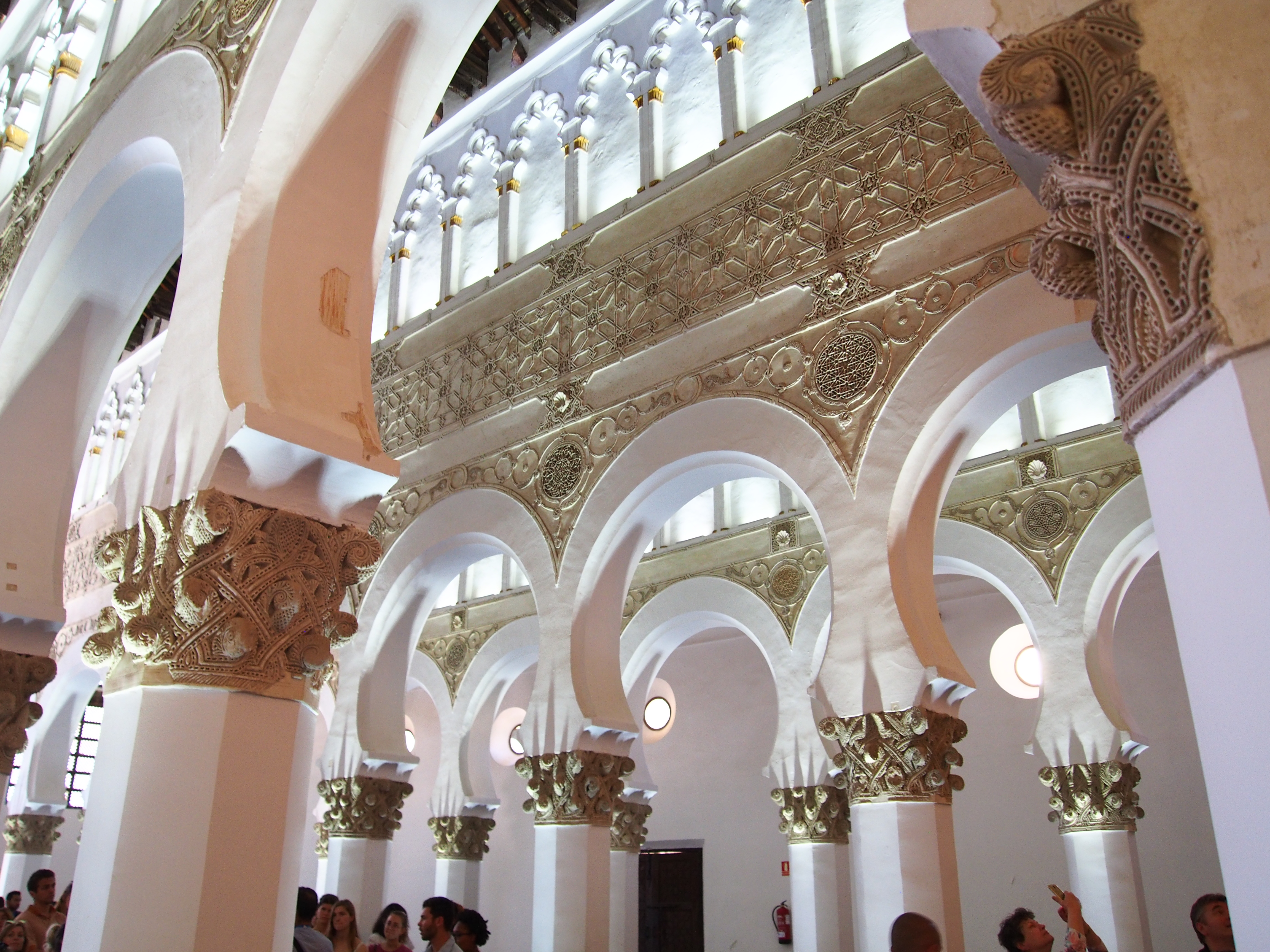
Nave (2)
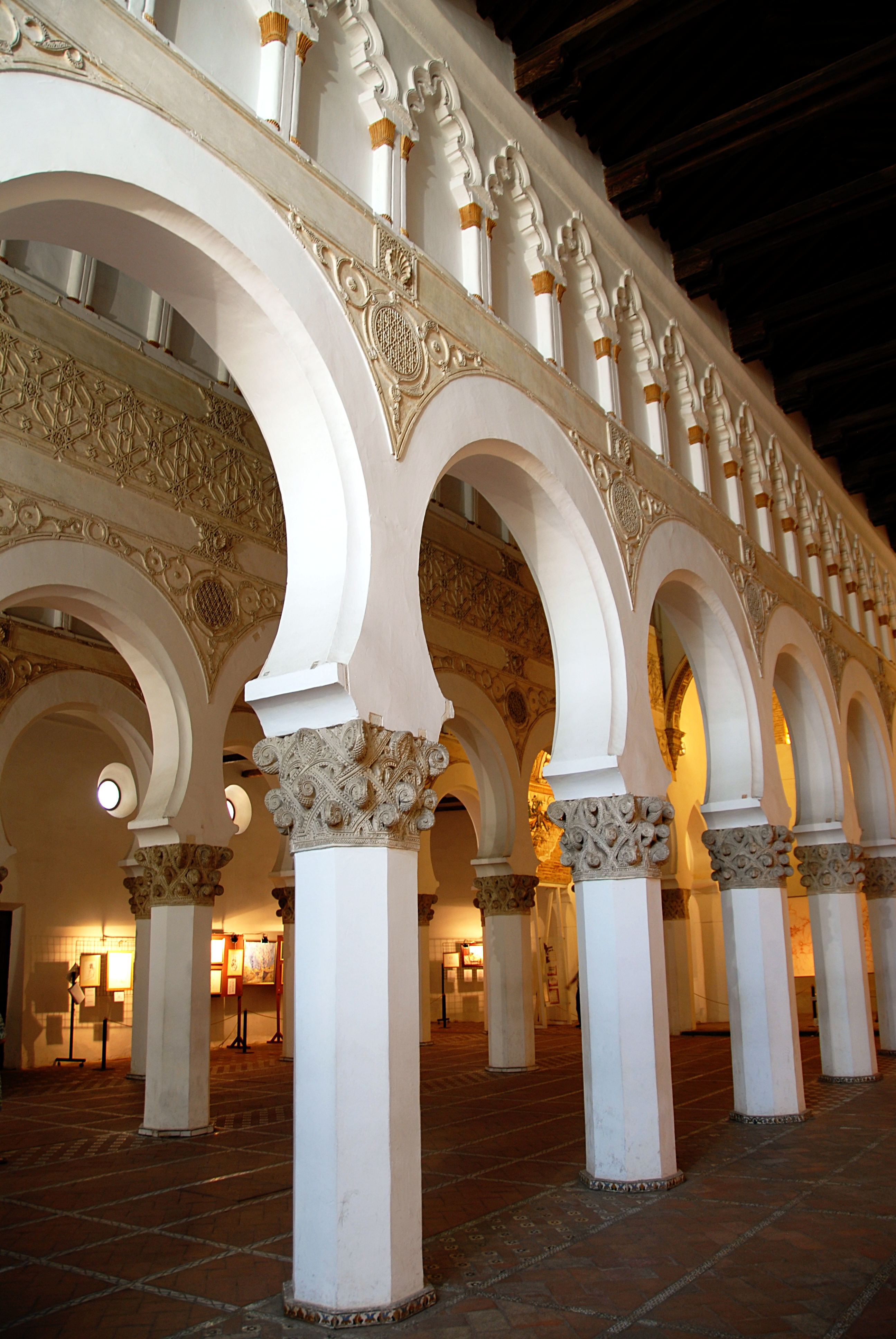
Arquerías y artesonado
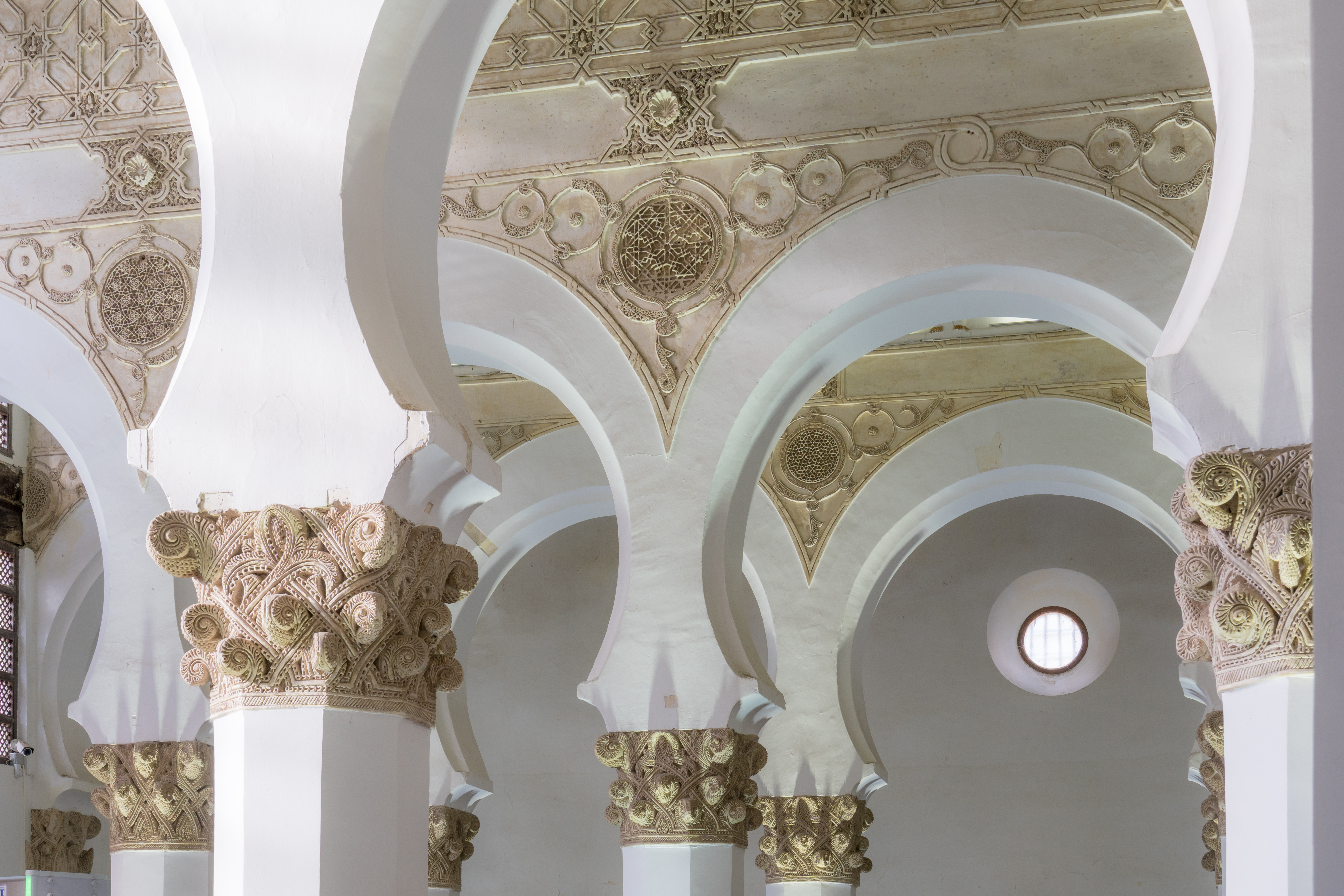
Arcos de herradura y capiteles
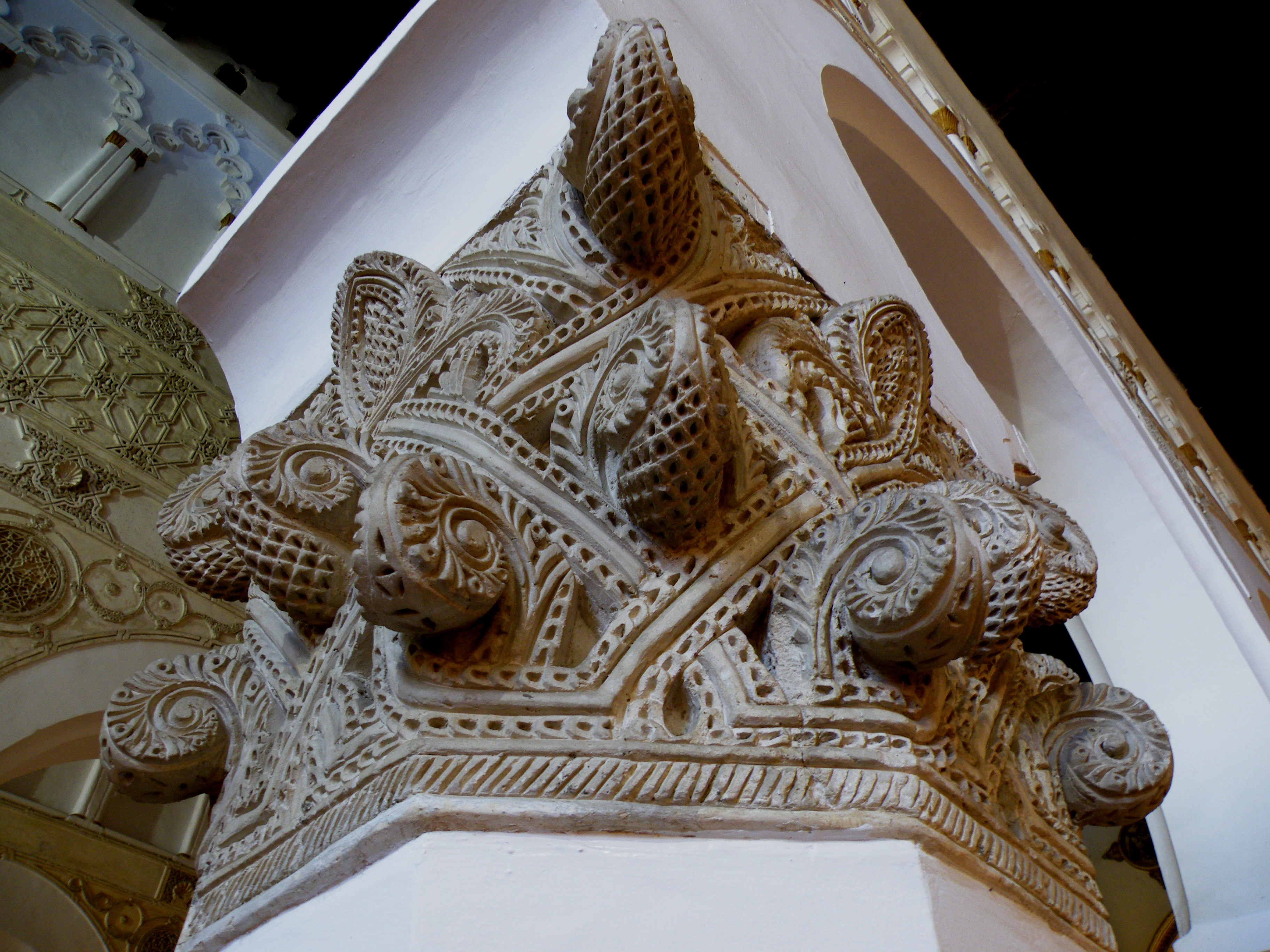
Pilar
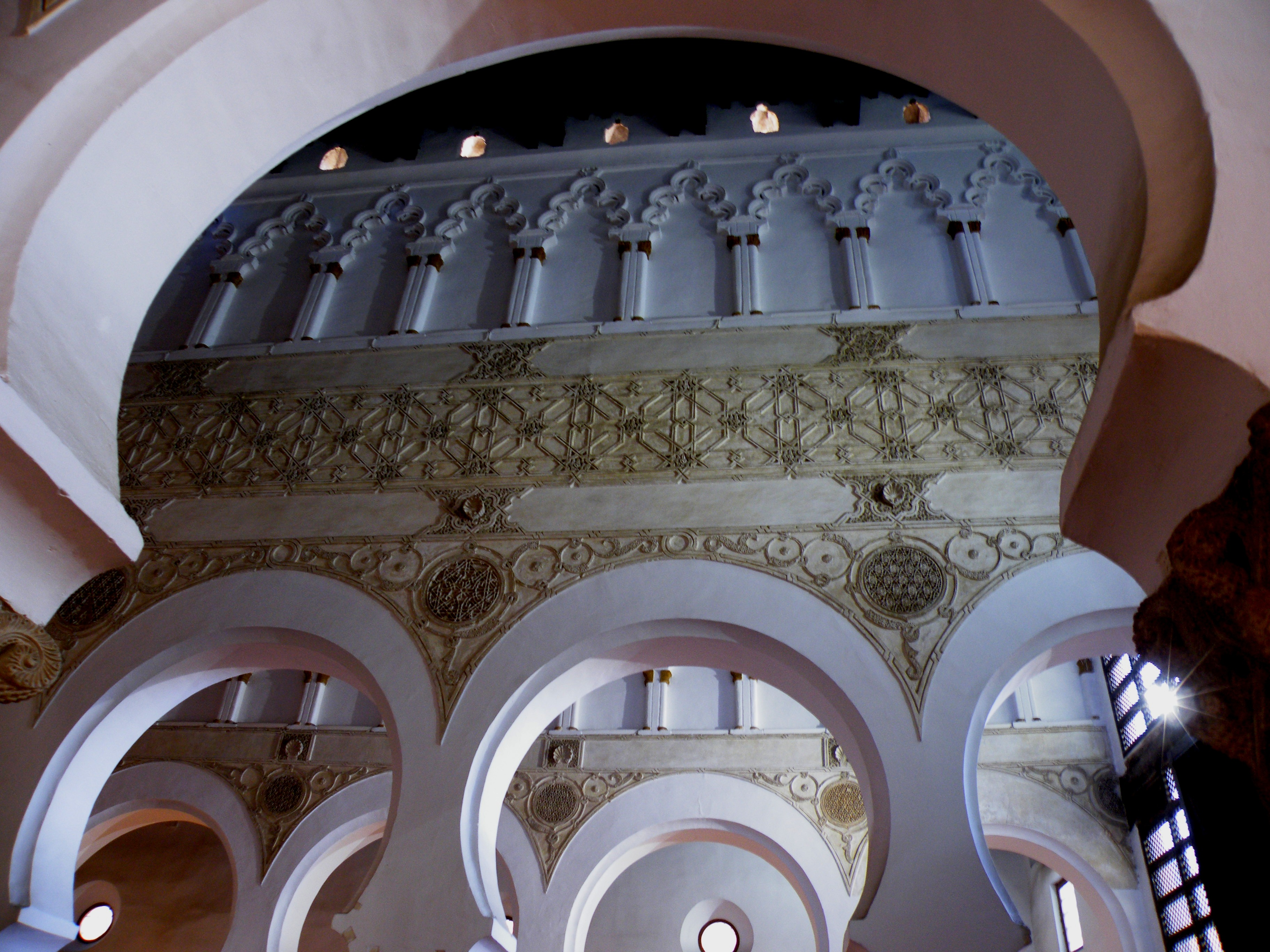
Yeserías
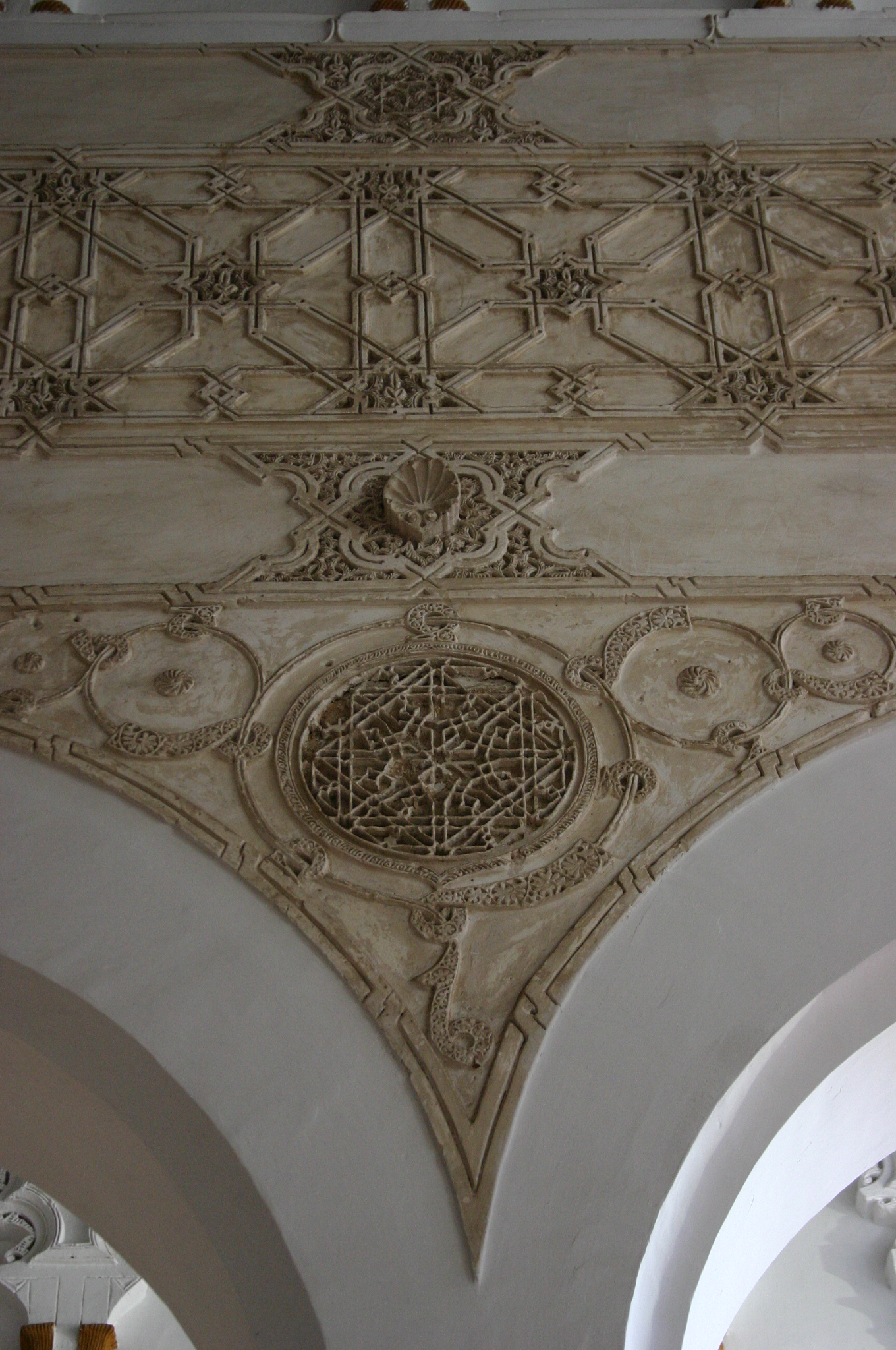
Detalle ornamental
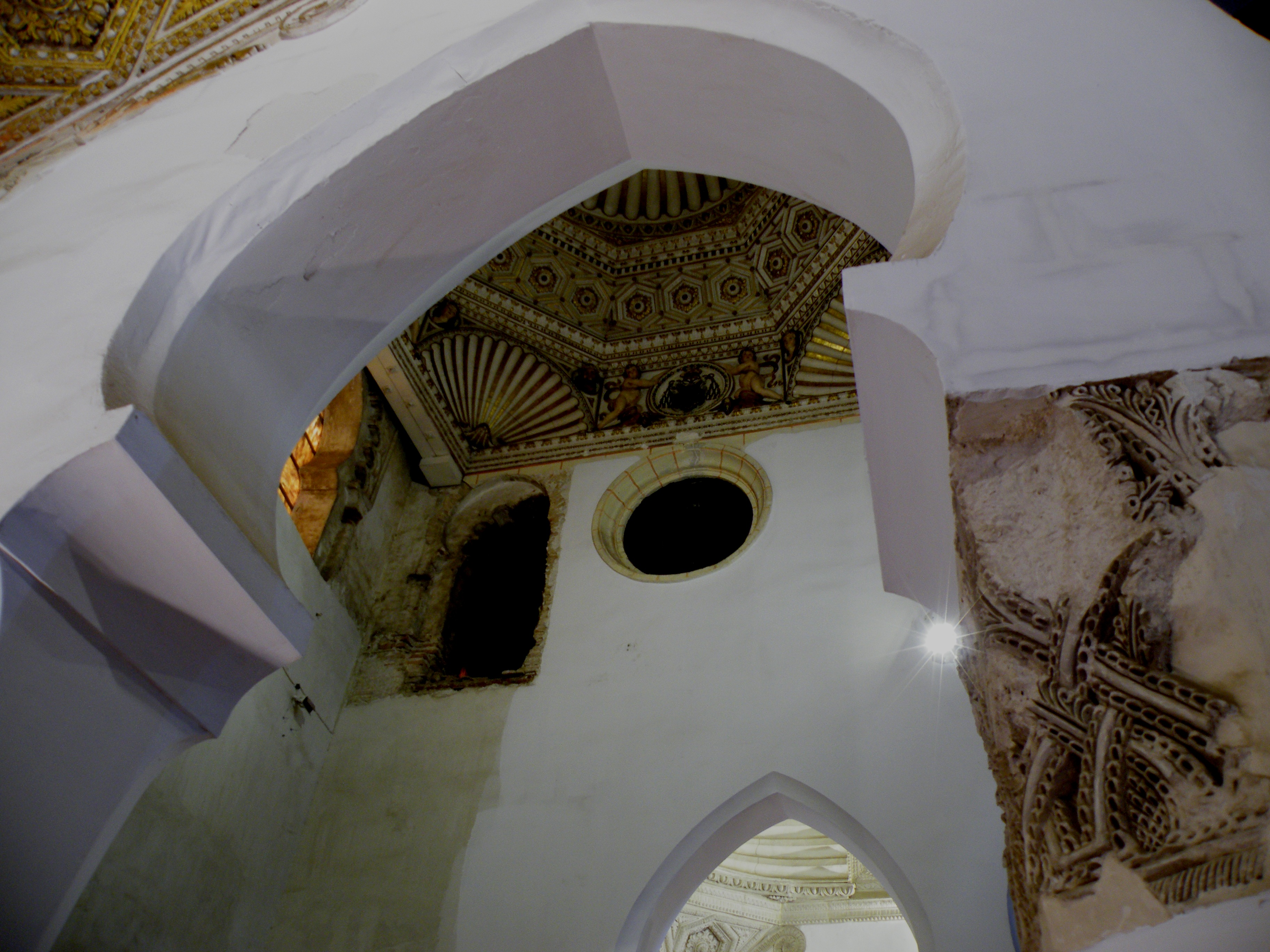
Arco apuntado
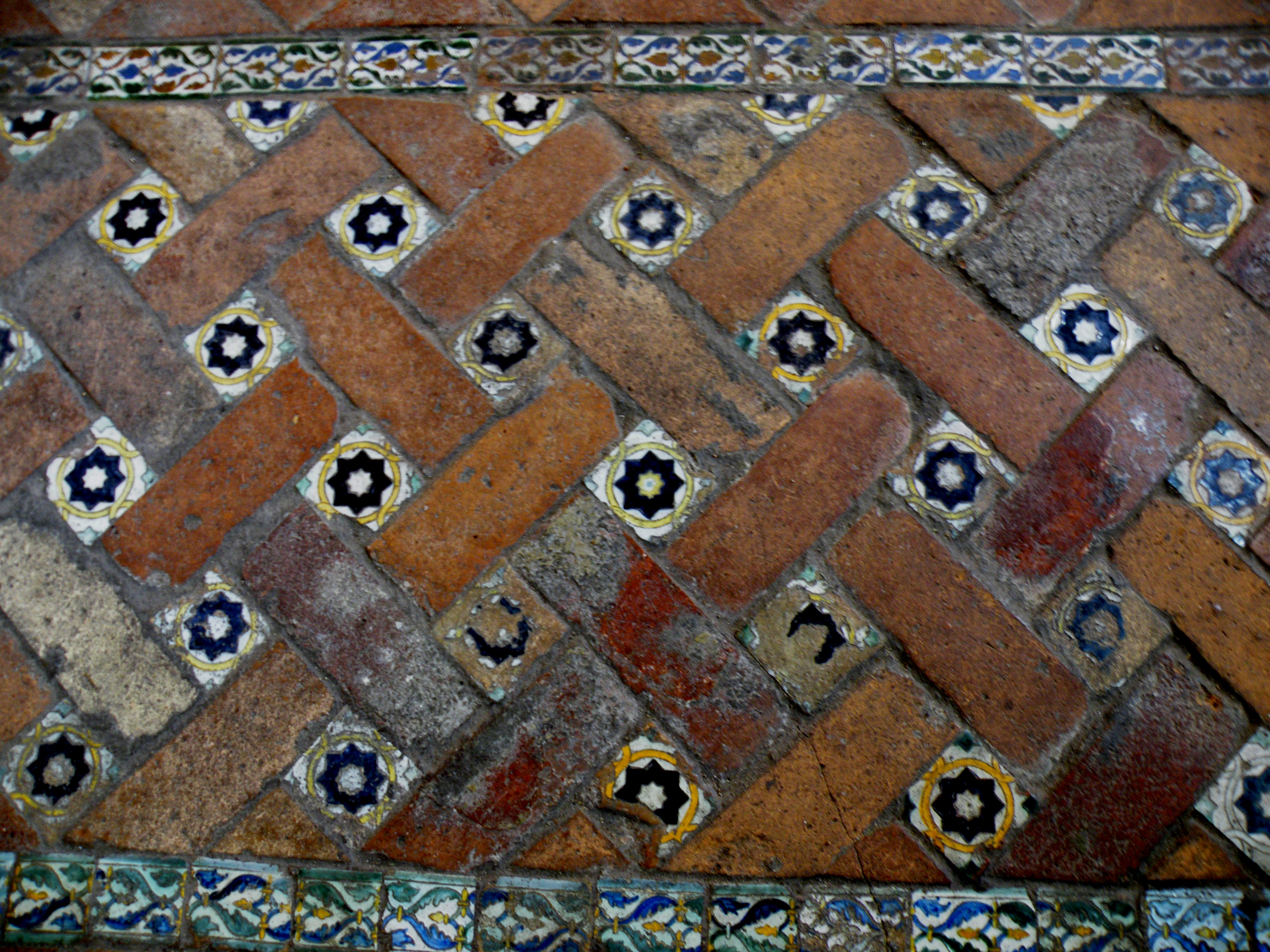
Piso con mosaicos
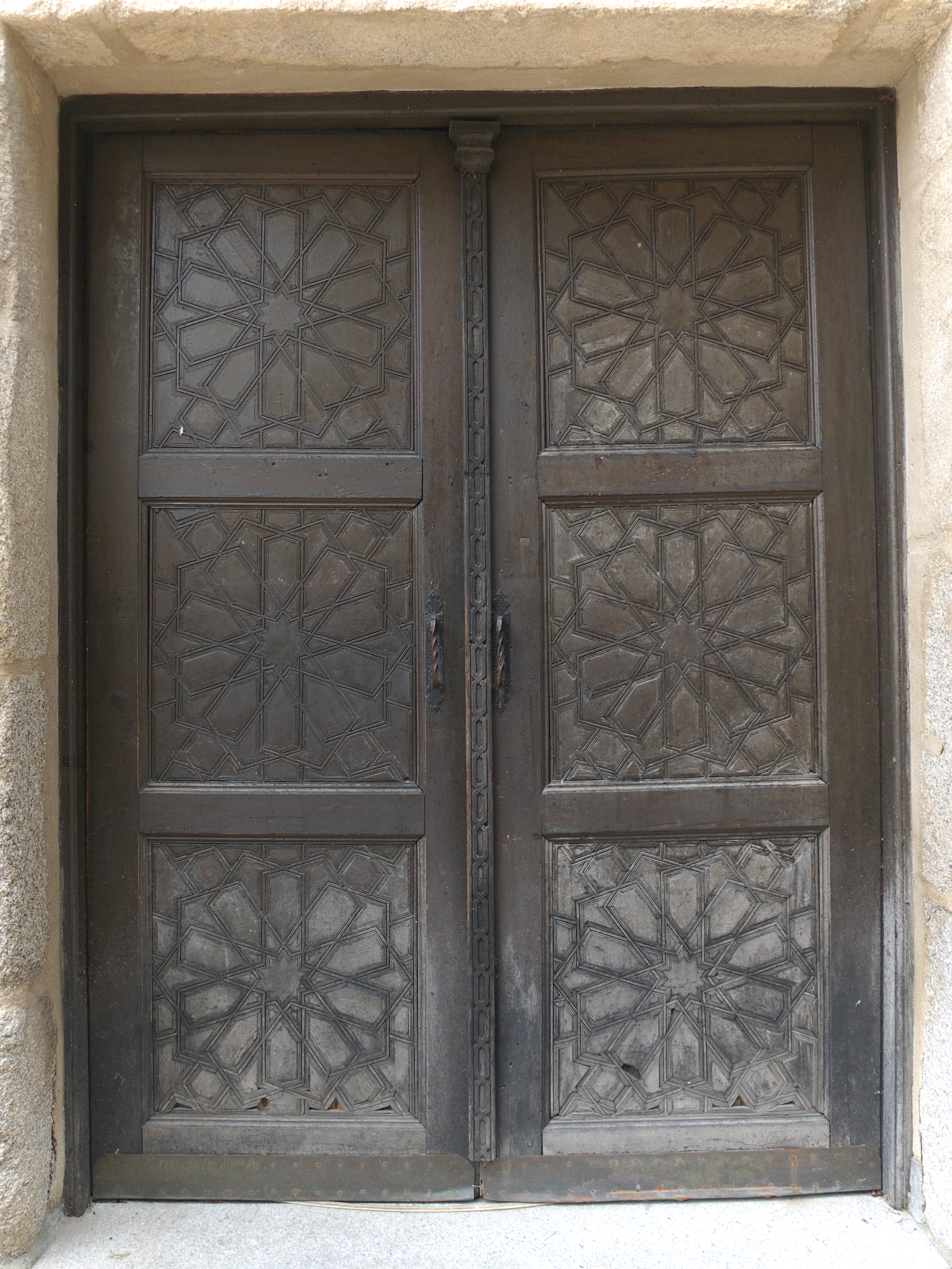
Puerta
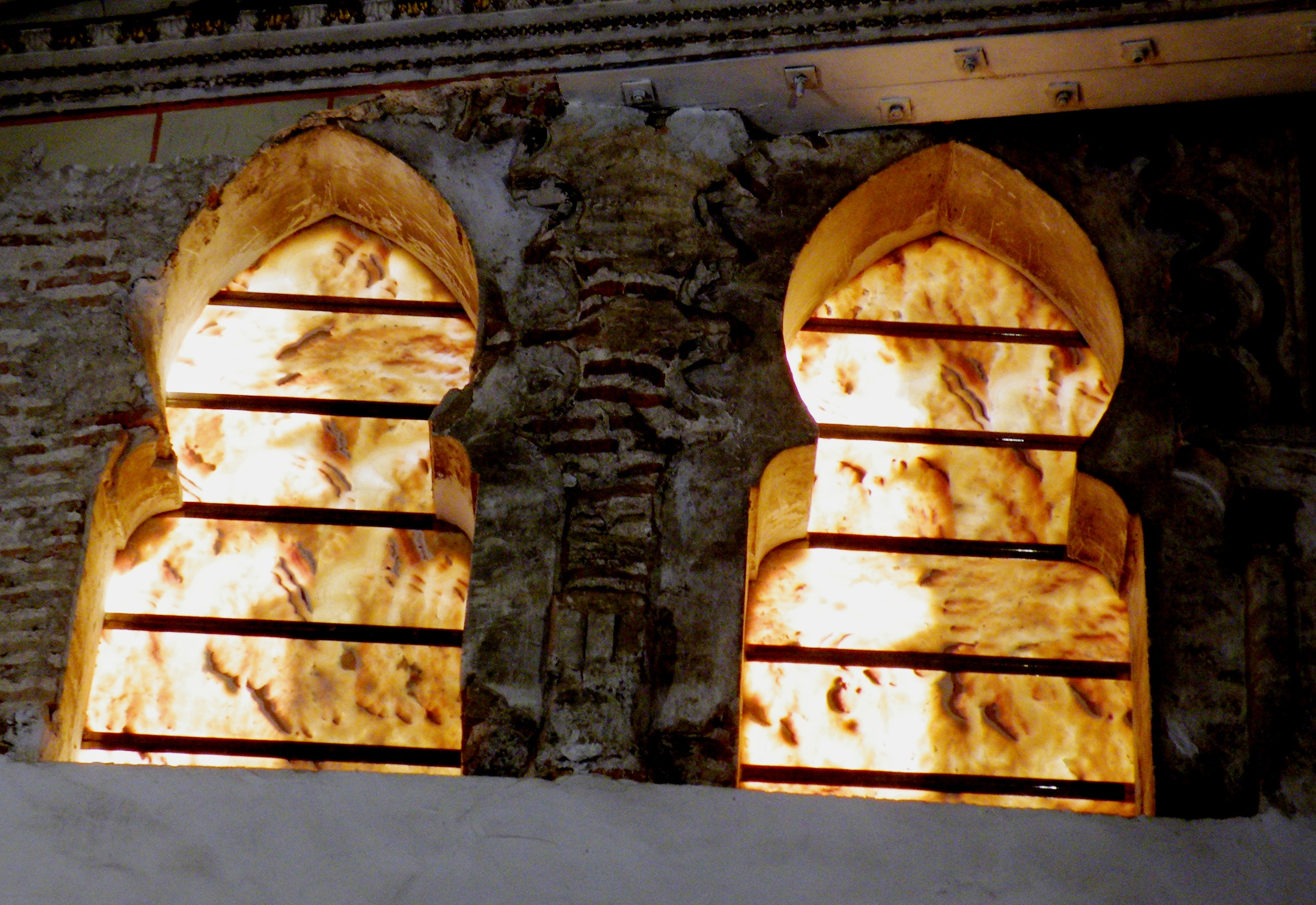
Ventilación

## Importancia
De lo expuesto se desprende que el templo toledano es un importante ejemplo de cooperación entre las tres grandes comunidades monoteístas de la España medieval: cristiana, hebrea y musulmana. Es también símbolo de su coexistencia en la península ibérica durante de la Edad Media.